# Fundo Comissão Nacional da Verdade
O Fundo Comissão Nacional da Verdade, ou Fundo CNV, é um fundo do Arquivo Nacional, que reúne itens relacionados à Comissão Nacional da Verdade. O acervo compreende documentos sobre a violência de Estado na ditadura militar brasileira, em especial relatórios de investigação sobre mortos e desaparecidos políticos. A transferência dos documentos relacionados à CNV foi sancionada em 2014 e concluída em 2015. O fundo é considerado um marco na justiça de transição no Brasil.
Esse acervo sob a guarda do Arquivo Nacional é composto de várias séries, incluindo a intitulada "Violações de direitos humanos", que investiga "desaparecimentos, ocultação, torturas, execuções, assassinatos e mortes".